# 巴达赫尚省
巴达赫尚省（羅馬化：Badaxšān wilāyat）是阿富汗34個省份之一，位於阿富汗最東北部，被塔吉克斯坦和巴基斯坦北部吉爾吉特-巴爾蒂斯坦地區夾著。巴達赫尚省另外與中國接壤，中國－阿富汗邊界長91公里。
巴達赫尚省是歷史上巴達克山地區的一部分。巴達赫尚省設有22個至28個縣，超過1,200條村落，人口約為904,700人，省會法扎巴德。
中華民國政府曾經宣称瓦罕走廊应该属于中華民國疆域，屬中華民國新疆省的一部分（详见中華民國法理行政區劃）。

## 地理

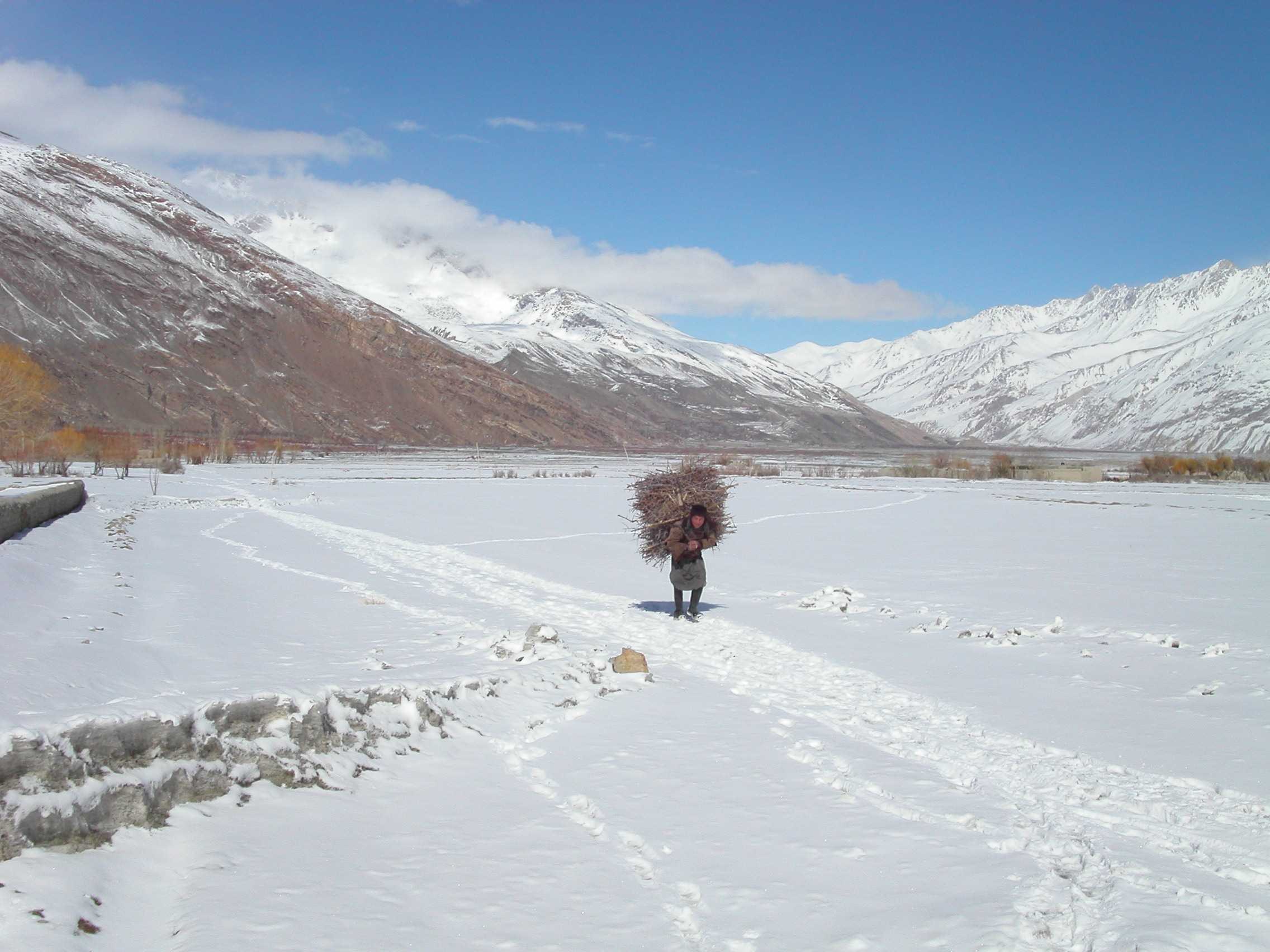
瓦罕走廊

巴达赫尚行政区域划分

巴达赫尚主要在北面和东面与塔吉克斯坦接壤，东面的一个长条被称作瓦罕走廊，这里与巴基斯坦北部接壤，在它的最东边，瓦罕走廊的另外一端与中国接壤。整个省的总面积为44,059平方公里，大部分是兴都库什山和帕米尔山脉。该省共分为13个行政区。

## 历史
巴达赫尚是古代丝绸之路的一个中转站，巴达赫尚的名字是萨珊王朝起的，名字源于一个词「badaxš」，一个萨珊王朝的官方头衔，这个名字的后缀 -ān，则表示这个区域属于一个拥有badaxš头衔的人（类似德黑兰，阿塞拜疆和伊斯法罕）。
巴达赫尚和潘傑希爾省是仅有的两个在塔利班扩张中未能控制的省份。但是在战争期间，Mawlawi Shariqi建立了一个非塔利班的伊斯兰酋长国，同时临近的努尔斯坦省发生了伊斯兰革命。巴达赫尚本地人，阿富汗前总统布爾漢努丁·拉巴尼和艾哈迈德·沙阿·马苏德是反塔利班的北方联盟在塔利班巅峰时期的最后的剩余。巴达赫尚即将陷落的时候，美国用其空军力量和大量的援助让北方联盟恢复了对该省的控制。
该省目前的总督是孟什·阿卜杜拉·马吉德，之前一任是赛义德·阿敏·塔里克。在塔利班失败之后，中国对该地区表现出了巨大的兴趣，帮助重建了道路和基础设施。據不少中亞地區媒體報導，在塔吉克當局的默許和配合下，中國軍警人員在2021年前幾年，就開始在瓦罕走廊地帶的巴達赫尚地區部署和巡邏。

## 经济

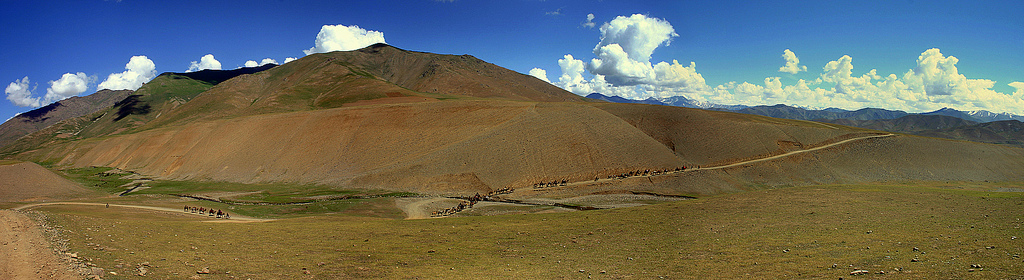
商队在巴达赫尚北部的山谷中

尽管拥有巨大的矿藏，巴达赫尚仍然是全世界最贫穷的地区之一。种植罂粟是该省唯一实际的收入，而且，由于缺乏基本的医疗设施，和很多难以接近的区域，以及极为严酷的冬季，这里有着全世界最高的产妇死亡率。
巴达赫尚的天青石从几个世纪之前就开始开采，在古代它曾经是世界上最大，最著名的天青石产地。巴达赫尚最近几年的很多采矿活动都是为了开采天青石。这些开采活动被用来支持北方联盟的部队，在北方联盟之前，这些天青石被用来支持反对苏联的圣战者。最近的一些地质勘探表明，这一区域有其他宝石矿藏，其中包括红宝石和绿宝石。这些矿藏的开发成了振兴该地区经济的关键。

## 首府

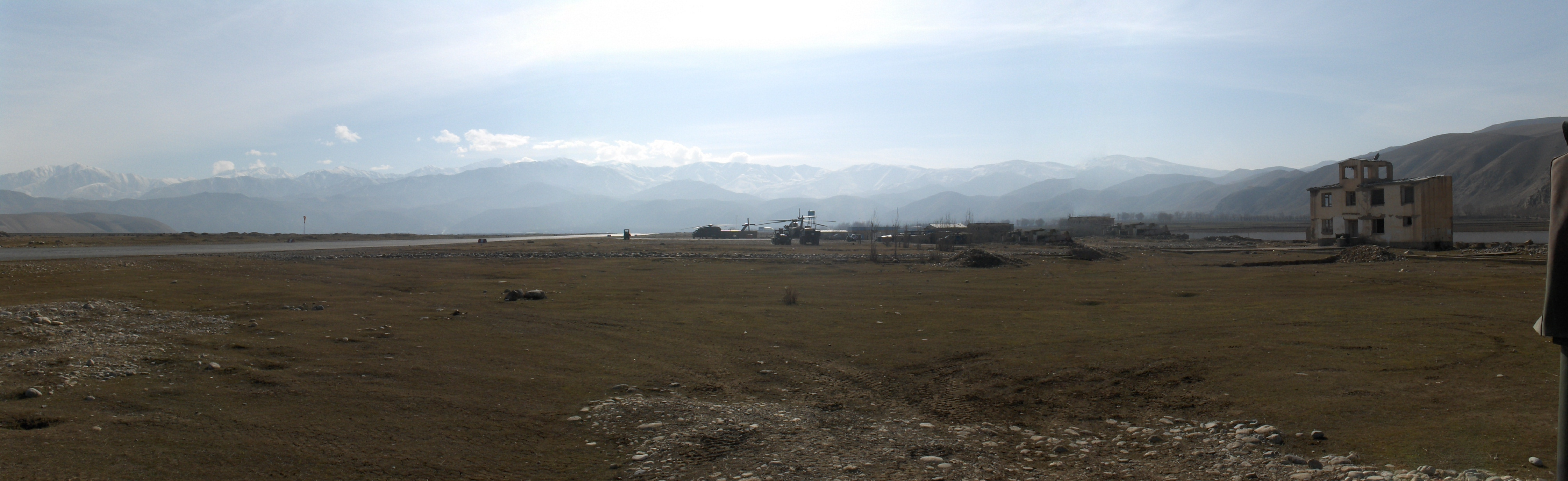
法扎巴德国际机场

法扎巴德位于阿富汗东北部科克恰河畔，是巴达赫尚省的首府。人口大约有50,000。他是东北阿富汗和帕米尔地区主要的经济和政治中心，在冬季这座城市有时候会因为大雪而与外界隔离。1979年，这里曾经是一个阿富汗游击队抵制苏联入侵阿富汗的重点地区，但是在1980年法扎巴德落入苏联人手中之后，成为了一座主要的要塞城市。

## 人口和语言
该省人口估计有823,000，他们主要讲塔吉克语，同时当地也有一些其他的印度伊朗语系的其他语言。当地有一些柯尔克孜族。还有一些游牧半游牧状态的乌兹别克族人和普什图族人他们随着季节变化做长距离的迁徙。本地居民之中大部分是逊尼派穆斯林，但是大部分帕米尔人是伊斯玛仪派。
该地区历史人口估计如下：
- 2006: 823,000[8]
- 2004: 725,700
- 2000: 923,144（橡树岭国家实验室）
- 1998: 924,747（橡树岭国家实验室）
- 1997: 663,700
- 1991: 615,156
- 1990: 554,374（美国国际开发署）
- 1979: 497,798

## 名人
- 布尔汉努丁·拉巴尼——阿富汗前总统

## 参閲
- 巴達克山
- 戈爾諾-巴達赫尚自治州